# Atimura punctissima
Atimura punctissima là một loài bọ cánh cứng trong họ Cerambycidae.